# وائل الرفاعی
وائل الرفاعی (عربی: محمد وائل الرفاعي؛ زادهٔ ۲۵ نوامبر ۱۹۹۰) یک بازیکن فوتبال اهل سوریه است.
از باشگاه‌هایی که در آن بازی کرده‌است می‌توان به تیم ملی فوتبال زیر ۲۳ سال سوریه اشاره کرد.
وی همچنین در تیم ملی فوتبال زیر ۲۳ سال سوریه بازی کرده است.